# Ligue mondiale de hockey sur gazon féminin 2016-2017
Navigation
Édition précédente
Cet article traite du tournoi féminin, pour l'édition masculine voir Ligue mondiale de hockey sur gazon masculin 2016-2017.
La Ligue Mondiale de hockey sur gazon féminin 2016-2017 est la troisième édition de la Ligue Mondiale de hockey sur gazon féminin. Cette compétition débute le 9 avril 2016 pour se terminer le 26 novembre 2017.
Toutes les équipes nationales participent à cette compétition qui s'étale sur 2 ans et est composée de 4 tours.

## Calendrier

### 1ertour
| Date                           | Ville hôte | Classement                                                                              |
| ------------------------------ | ---------- | --------------------------------------------------------------------------------------- |
| 9 au 17 avril 2016             | Singapour  | 1. Thaïlande 2. Kazakhstan 3. Singapour 4. Hong Kong 5. Sri Lanka 6. Brunei 7. Cambodge |
| 27 juin au 2 juillet 2016      | Suva       | 1. Fidji 2. Papouasie-Nouvelle-Guinée 3. Îles Salomon 4. Tonga                          |
| 30 août au 4 septembre 2016    | Prague     | 1. Tchéquie 2. Pologne 3. Ukraine 4. Lituanie 5. Turquie                                |
| 9 au 11 septembre 2016         | Accra      | 1. Ghana 2. Kenya 3. Nigeria                                                            |
| 13 au 18 septembre 2016        | Douai      | 1. Russie 2. Pays de Galles 3. France 4. Autriche 5. Suisse                             |
| 27 septembre au 2 octobre 2016 | Salamanca  | 1. Mexique 2. Trinité-et-Tobago 3. Guatemala                                            |
| 30 septembre au 8 octobre 2016 | Chiclayo   | 1. Uruguay 2. Chili 3. Brésil 4. Paraguay 5. Pérou                                      |

### 2etour
| Date                  | Ville hôte   | Classement                                                                                              |
| --------------------- | ------------ | --- |
| 14 au 22 janvier 2017 | Kuala Lumpur | 1. Irlande 2. Malaisie 3. Italie 4. Pays de Galles 5. Thaïlande 6. Singapour 7. Kazakhstan 8. Hong Kong |
| 4 au 12 février 2017  | Valence      | 1. Espagne 2. Pologne 3. Écosse 4. Ukraine 5. Tchéquie 6. Russie 7. Turquie 8. Ghana                    |
| 1er au 9 avril 2017   | Vancouver    | 1. Inde 2. Chili 3. Biélorussie 4. Uruguay 5. Canada 6. Mexique 7. Trinité-et-Tobago                    |

### Demi-finales
| Date                 | Ville hôte    | Classement |
| -------------------- | ------------- | --- |
| 21 juin au 2 juillet | Bruxelles     | 1. Pays-Bas 2. Chine 3. Nouvelle-Zélande 4. Corée du Sud 5. Australie 6. Italie 7. Espagne 8. Belgique 9. Écosse 10. Malaisie |
| 8 au 23 juillet 2017 | Johannesbourg | 1. États-Unis 2. Allemagne 3. Angleterre 4. Argentine 5. Afrique du Sud 6. Japon 7. Irlande 8. Inde 9. Chili 10. Pologne      |

### Finale
| Date                   | Ville hôte | Classement |
| ---------------------- | ---------- | --- |
| 17 au 26 novembre 2017 | Auckland   | 1. Pays-Bas 2. Nouvelle-Zélande 3. Corée du Sud 4. Angleterre 5. Argentine 6. Allemagne 7. États-Unis 8. Chine |